# Allgemeines Kriegsfolgengesetz
Das Allgemeine Kriegsfolgengesetz (AKG) ist ein deutsches Bundesgesetz, das 1958 in Kraft trat und Teil der deutschen Wiedergutmachungspolitik nach dem Zweiten Weltkrieg ist.

## Entstehung und Anwendungsbereich
Im Dritten Teil des Überleitungsvertrags sowie im Protokoll Nr. 1 zum Luxemburger Abkommen hatte sich die Bundesrepublik völkerrechtlich verpflichtet, die Zahlung an Rückerstattungsberechtigte aus allen Urteilen und Entscheidungen bis zu einer Gesamthöhe von 1,5 Mrd. DM zu gewährleisten, die gegen das frühere Deutsche Reich auf Grund alliierter Rechtsvorschriften wie dem Militärregierungsgesetz Nr. 59 ergangen sind oder ergehen werden. Gem. Art. 134 Abs. 4 GG wurden diese Verpflichtungen bundesgesetzlich geregelt.
Zunächst unter der Bezeichnung Kriegsfolgen-Schlussgesetz beraten, trat am 1. Januar 1958 das Gesetz zur allgemeinen Regelung durch den Krieg und den Zusammenbruch des Deutschen Reiches entstandener Schäden (Allgemeines Kriegsfolgengesetz) in Kraft.
Es regelt Kriegs- und Kriegsfolgeschäden, soweit sie nicht bereits nach anderen Vorschriften, insbesondere dem Lastenausgleichsgesetz, dem Bundesentschädigungsgesetz, dem Bundesversorgungsgesetz oder dem Heimkehrergesetz ausgeglichen werden. Es sieht indessen keine abschließende Regelung aller aus Krieg und Zusammenbruch noch offenen Probleme vor, sondern will nur Schäden regulieren, welche durch die infolge des Krieges und des Zusammenbruchs verursachte Nichtbedienung der Verbindlichkeiten des Reiches oder sonstiger öffentlicher Rechtsträger entstanden sind und insofern Rechtssicherheit für Gläubiger noch offener Ansprüche gegen das Reich schaffen.
Ausdrücklich nicht dem AKG unterliegen die in § 3 AKG genannten Ansprüche wie die im Reparationsschädengesetz von 1969 speziell geregelt wurden. Darunter fallen unter anderem Verluste an deutschem Auslandsvermögen nach dem Kontrollratsgesetz Nr. 5 und Schäden, die durch Demontagen und Wegnahmen privater Wirtschaftsgüter im Inland entstanden sind, welche im Zusammenhang mit den deutschen Reparationen nach dem Zweiten Weltkrieg in das Ausland verbracht wurden.

## Inhalt
Grundsätzlich erlöschen gem. § 1 Abs. 1 Nr. 1–3 AKG Ansprüche gegen 
1. das Deutsche Reich einschließlich der Sondervermögen Deutsche Reichsbahn und Deutsche Reichspost,
2. das ehemalige Land Preußen,
3. das Unternehmen Reichsautobahnen,

soweit das AKG nicht ausnahmsweise eine Erfüllung vorsieht.
Im Zweiten Teil regelt das AKG (§§ 4 ff. AKG), welche Ansprüche nicht erloschen, sondern ausnahmsweise vom Bund zu erfüllen sind (§ 25 AKG). 
Gemäß den Bestimmungen des Einigungsvertrages sind im Beitrittsgebiet nur §§ 1–2 AKG in Kraft getreten, daher sind die in §§ 4–24 AKG geregelten Ansprüche erloschen.

## Neuere höchstrichterliche Rechtsprechung
| Gericht                  | Entscheidung                               | Gegenstand         | Fundstelle                            |
| ------------------------ | ------------------------------------------ | ------------------ | ------------------------------------- |
| Bundesgerichtshof        | Urt. vom 7. April 2006 - V ZR 144/05       | Luftschutzstollen  | VersR 2007, 112                       |
| Bundesverwaltungsgericht | Urt. v. 14. Juni 2006 - 3 A 6/05           | Kampfmittelräumung | Buchholz 11 Art. 120 GG Nr. 8         |
| Bundesverwaltungsgericht | Urt. v. 31. Mai 2012 - 3 A 1/11            | Kampfmittelräumung | Buchholz 11 Art. 120 GG Nr. 10        |
| Bundesverwaltungsgericht | Urt. v. 9. Dezember 2010 - 5 C 18/10       | Reparationsschäden | Buchholz 428.4 § 1 AusglLeistG Nr. 23 |
| Bundessozialgericht      | Urt. v. 29. November 2007 - B 13 R 54/06 R | Ersatzzeit         | BSGE 99, 232                          |